# البيانو (فلم)
البيانو (بالإنجليزية: The Piano) هو فيلم درامي أنتج عام 1993 في نيوزيلندا عن عازفة بيانو البكماء وابنتها، يحدث الفيلم في منتصف القرن 19 على الحدود الموحلة في الساحل الغربي لنيوزيلندا. كتبت الفيلم وأخرجته جين كامبيون، ومن بطولة هولي هنتر وهارفي كيتل وسام نيل، وآنا باكوين.
الفلم من إنتاج دولي بالتعاون مع المنتج الأسترالي جان تشابمان والشركة الفرنسية سيبي 2000.
حقق الفيلم نجاح تجاري ونقدي، محققا أكثر من 40 مليون دولار، بموازنة سبعة ملايين دولار. في الحفل ال66 لجوائز الاوسكار فاز بثلاث جوائز: أفضل ممثلة لهنتر، أفضل ممثلة مساعدة عن باكوين، وأفضل سيناريو أصلي. وأصبحت آنا باكوين التي كانت في ذلك الوقت بعمر 11 سنة، ثاني أصغر فائزة بجائزة الأوسكار لفئة أفضل ممثلة مساعدة بعد تاتوم أونيل، التي فازت بالجائزة عام 1974 عن دورها بفلم قمر ورقي بعمر العاشرة.

## القصة
الفلم يبدأ مع صوت الطفلة كأنَّها تردِّد قصيدة بصوتٍ خافت، مقطعاً للشاعر توماس هود من قصيدة «الصمت»: "الصوت الذي تسمعه ليس صوتي المتكلِّم، لكنَّه صوت عقلي، لم أتكلَّم مذ كنت في السادسة، ولا أحد يعرف لماذا، حتى أنا" تظهر آدَّا وهي تحمل في عنقها قلادة من قلم ودفتر عبارة عن سبورة صغيرة بحجم اليد لتكتب عليها ما تريد قوله" ويكمل الصوت: "يقول والدي إنَّها موهبة سوداء، ويوم أضعها في رأسي ستكون آخر ما أفعله".
بطلة الفيلم آدَّا محتارةٌ بين زوجها أليستر الذي يحتفظ بلباقته ويتحفَّظ من البدائيين من السكّان الأصليين لجزيرة نيوزيلاندا،
بينما صديقه أليستر يندمج معهم ويتكلم لغتهم وقد رسم على وجهه وعلى أنفه وشماً ليصير أكثر شبهاً بهم، وهي عازفة بيانو محترفة،
ومولعة به، يزوِّجها والدها من إقطاعي في إحدى جزر نيوزيلاندا، وتوافق دون أن تكون قد رأت زوجها، الذي لا يرى ضرراً من الزواج من
امرأة خرساء ولديها ابنة، وحين يقوم والدها بتسفيرها إلى زوجها في قاربٍ صغير، تجلب معها الكثير من الأثاث، والبيانو يعتبر
أهم قطعة من الأثاث، يأتي زوجها فيأخذها مع جميع أثاثها ويترك البيانو لأنه ثقيل والطريق جبلي وعر وموحل، والجو ممطر، وربما
كانت تكلفة نقل البيانو تساوي أكثر من ثمنه بكثير، آدَّا لم تتكلم كلمة واحدة منذ أن كان عمرها ست سنوات وابنتها فلورا تحيك
الأساطير حول الأمر، زوجها أليستر ستيورات لا يهتم بالشؤون العائلية، ولا يهمه سوى جني المال، ابنتها فلورا تقوم بترجمة لغة
الإشارات التي تستخدمها والدتها وغالباً ما تكون الإشارات متشنجة وعصبية، ابنتها آدَّا كانت نتيجة لعلاقتها مع معلِّم البيانو الذي
علمَّها العزف، وتقع هي بالمقابل في حب تلميذها وصديق زوجها الذي تروم تعليمه، يعرض جورج على صديقه ستيورات شراء البيانو مقابل
الأرض على أن يتكفَّل هو بنقله وتتكفَّل آدَّا زوجة ستيوارت تعليم جورج العزف على البيانو.
قبل أنْ يطلب من زوجها شراء البيانو كانت آدَّا قد ذهبت إلى بيته وطلبت منه أنْ يوصلها إلى الشاطئ، فيرفض في البداية، ولكنَّها
تصر وتقول له، أنَّها ستبقى أمام داره، فيرضخ لأمر الواقع ويقودها إلى الشاطئ، وتذهب هي للعزف على البيانو بينما هو يراقبها بإعجاب كبير.
وأثناء دروس التعليم تلاحظ آدَّا أنَّ جورج يريد الاستماع فقط، ويقبلها في إحدى المرات فتنفر منه بشدة، ثم تستمر الدروس إلى أنْ
يوقع بها في حبائله، بعدما ينال جورج بغيته ويقع في الخطأ يعطي البيانو لآدَّا مجاناً، ويقول أنَّها ما عاد في حاجةٍ إليه، لأنَّه
أعلمها بطريقته الخاصة أنَّه يحبها ولا يستطيع الاستغناء عنها، بينما بإمكانه الاستغناء عن البيانو بكل سهولة. ولكنها بعد أيام
تعود إليه بإرادتها بعدما تكتشف أنَّها هي أيضاً تحب جورج، ويبدأ أليستر يشكُّ في الأمر، ويراقبها، وحين يتأكَّد يقفل عليها الباب
كلما خرج من البيت، يحاول زوجها أليستر التقرب منها ومداعبتها، لكن محاولاته تُحبط بسبب برودها وتهربها منه، ويسألها أليستر:
-إذا تركت لك الباب مفتوحاً هل تذهبين إلى رؤية جورج؟
-تهز رأسها إشارةً إلى النفي وأنَّها لن تذهب.
-أنا على ثقة من أنَّكِ لن تذهبي.
وبعد أنْ تعده بأنَّها لن تذهب إلى كوخ عشيقها جورج الذي يصيبه النحول والحزن الشديد لفراق حبيبته، ويترك لها الباب مفتوحاً،
وهي تفي بوعدها ولكنَّها تكتب رسالة إلى عشيقها وتقول لابنتها أن تذهب بالرسالة، وترفض ابنتها، وتقول لوالدتها (لا يُفترضْ أنْ نزوره)،
فتأخذ الرسالة إلى جورج ولكنها بعد خطوات قليلة تغير رأيها وتنتصر غريزة الموت والدمار في داخل الطفلة لتنتقم من أمِّها التي
أجبرتها بطريقة غير لائقة على أن تذهب بالرسالة إلى عشيقها، والجوُّ غائم وهي تغني، أليستر الذي يعمل في الحقل بنشاطٍ يشوبه غضب،
فتقول لها فلورا (قالت أمي أن أعطي هذا للسيد بينز، اعتقدت أنه ليس من الصحيح فعل هذا)وهنا مشهد الذروة، حيث يأخذ فأسه ويعود
إلى كوخه سريعاً، غاضباً، ويسألها (لماذا؟ لقد ائتمنتك، ائتمنتكِ ائتمنتك، هل تسمعين؟ لماذا تجبرينني أن أؤذيك؟ - وهو يبكي ويصرخ-
يمكننا أن نكون سعداء، لماذا تجعلينني أفقد أعصابي، - وهو يجرها إلى الخارج- لقد كذبت عليَّ. تكلمي، أو ردي على هذا، هل تحبينه؟
تحبينه أليس كذلك؟ هل تحبينه، تصرخ الطفلة فلورا (إنَّها تقول لا، فيهوي بالفأس على يدها، والدم يلطِّخ وجه الفتاة وهي تصرخ: أُمي، أمي، أُمي) تقفُ على قدميها تتأمله وتتأمل حولها مع موسيقى البيانو، تمشي خطوات قليلة وتسقط على الأرض،
يقطعُ أصبعها ويعطيها لابنتها ويقول لها (أعطيه لبينز، وقولي له لو رآها مرة أخرى، سوف أقطعُ أصبعاً آخر، وآخر..وآخر). تصرخ الطفلة فلورا وهي تبكي (أمي) تتوقف عند أمِّها فيصرخ فيها «أركضي». وحين تصل إلى ليبنز تبدو منهارة من التعب والرعب والبكاء يسألها:
ماذا حدث؟ اهدئي اهدئيْ، ما الأمر؟ تعطيه اليد الملفوفة بقطعة قماش بيضاء، وتقول له: «إذا رأيتها ثانية فسيقطعُ أخرى» يسألها: أين هي؟ ماذا أخبرته؟ سأسحق جمجمته- تصرخ الطفلة - لا.. لا.. لا إنه سيقطعهم، يبدأ مشهد أليستر وزوجته في فراشها وهو يلومها (أنتِ دفعتني لاستخدام القوة معكِ، إنه حتى.. حتى مجرد التفكير في هذا يجعلني غاضباً جدا، لقد قصدت محبتك- يُمَسِّدُ شعرها ووجها الذي نقعه عرق الحمى- هل تشعرين بالحر يا عصفوري الجميل، تبحلقُ في وجهه، فيسمع من عينيها أنَّه تحب ليبنز، ويذهبُ إليه في الليل ويتسلَّل إلى فراشه، ويضعُ فوهة البندقية، ويقول له (انظر حولك، إنه وجهك، تلك الصورة في مخيلتي، لكنني أراك الآن، إنه لا شيء، لديك ملاحظاتك وتنظر إليَّ بتلك العينين، وتشعرُ بالخوف مني، انهض، هل سبق أن تكلمت معك؟ تعني بالإشارات؟ لا.. بالكلمات؟ هل سبق أنْ سمعت كلمات مسموعة؟ لا.. لم أسمع أيَّة كلمات، أما تخيلت انك سمعت كلماتها؟ أنا سمعت صوتها هنا في رأسي، الشفاه لم تتحرك، لكن برغم ذلك فأنا واثق أني استمع بوضوح إليها، لقد عاقبتها بصورة سيئة، - فيرد ليبنز: لقد كان عيبي. - لقد قالت أنا أخشى من رغباتي، ماذا يمكنني أن أفعل؟ إنها غريبة وقوية جداً، لقد قالت: يجب أن اذهب.. دعني أذهب، دع «بين» يأخذني دعه يحاول أن ينقذني أتمنى لها أن ترحل، أتمنى لك أن ترحل، أريد أن استيقظ وأجد أن هذا لم يكن سوى حلم ذاك ما أريد).
وتأخذ معها البيانو وفي الدقيقة 111 وسط البحر تأمر ابنتها أن تقول لعشيقها بأن يرمي البيانو في البحر، فيرميه، وتتعمَّد بوضع قدمها في حلقات الحبل، ويلتف الحبل بقدمها فيجرها إلى الأسفل، بعد أن قُطِعَ أصبعها لن تعود قادرة على اللعب بالبيانو، ولكن يبدو أنَّها وهي تعاين الموت في عمق البحر تغيِّر رأيها، وتنتصر غريزة الحياة على غريزة الموت، في خدعةٍ بارعة من المخرج في المشهد الأخير ليظن المشاهد أنَّها تنتحر، ولكنَّها سرعان ما تنزع حذاءها وتطفو على السطح. بسبب أطماع أليستر بأرض صديقه جورج، وعلم الأخير بهذه الأطماع، يقوم بمساومته على الأرض، والتي من أجلها في النهاية يترك له أليستر أرضه.
وفي خاتمة جميلة، وهي تصف حياتها مع جورج حيث كانت قد بدأت في إعطاء دروس العزف على البيانو في وطنهم الجديد، وتم استبدال أصبعها المقطوع بأصبع من الفضة،
الفلم ينتهي مع صوت الطفلة كأنَّها تردِّد قصيدة بصوتٍ خافت، «يا له من قدر، يا لها من فرصة، يا للمفاجأة، لقد وقع اختياري على الحياة، لكنَّها أخافتني وأخافت الكثير معي، أعلِّم البيانو الآن في نيلسون، صنعَ لي جورج مفاتيح معدنية، وأنا غريبة في المدينة، وأتعلَّم الكلام، وصوتي ما زال سيئاً واشعرُ بالخجل، أتدرب عندما أكون لوحدي وفي الظلام، أفكِّر بالبيانو في الليل، في قبره داخل المحيط، وأفكِّر أحياناُ بنفسي وأنا أطفو فوقه، هناك كل شيء ساكن وصامت ويهدهد لي لا نأمن هدهدة غريبة وهكذا أنا، إنَّه لي» ثمَّ تبدأ الطفلة بقراءة مقطعٍ للشاعر توماس هود من قصيدة «الصمت»: «هناك صمت حيث لا صوت، في القبر البارد، في أعماق المحيط العميقة جداً».

## طاقم التمثيل
- هولي هنتر بدور آدا ماكغراث
- هارفي كيتل بدور جورج بينز
- سام نيل بدور أليستير ستيوارت
- آنا باكوين بدور فلورا ماكغراث

## الجوائز والترشيحات
فاز الفيلم بجوائز كثيرة كان من أهمها جائزة السعفة الذهبية في مهرجان كان السينمائي 1993 لأفضل أداء لهولي هنتر، وفي عام 1994 حاز الفيلم على جوائز الأوسكار لأفضل دور رئيسي لهولي هنتر، وجائزة أفضل ممثلة في دور ثانوي للطفلة آنا باكوين وجائزة أفضل سيناريو للكاتبه جين كامبيون، كان الفيلم من أفضل مائة فيلم أنتجه هوليود، وكتب الناقد السينمائي روجر إيبرت (بالإنجليزية: Roger Ebert): «البيانو بغرابته يُخَيِّمُ شبحه على أي فلم شاهدته».

## وصلات خارجية
- مقالات تستعمل روابط فنية بلا صلة مع ويكي بيانات

1. ↑  "تعليق الناقد روجر ايبرت". Rogerebert. مؤرشف من الأصل في 2019-12-11.